# Зуерат (родовище)
Зуерат, Кедіа-д'Іджіль — залізорудне родовище в Мавританії.

## Характеристика
Відоме з 1068 року. Розвідане в 1937—1959 року. Експлуатація почата в 1963 році.
Запаси оцінюються в 50 млн т багатої руди і 30 млн т бідної. Розміри рудоносного поля 25х10 км.

## Технологія розробки
Родовище розробляється відкритим способом. Система розробки транспортна, із зовнішніми відвалами.